# Rheinschifffahrtsgericht

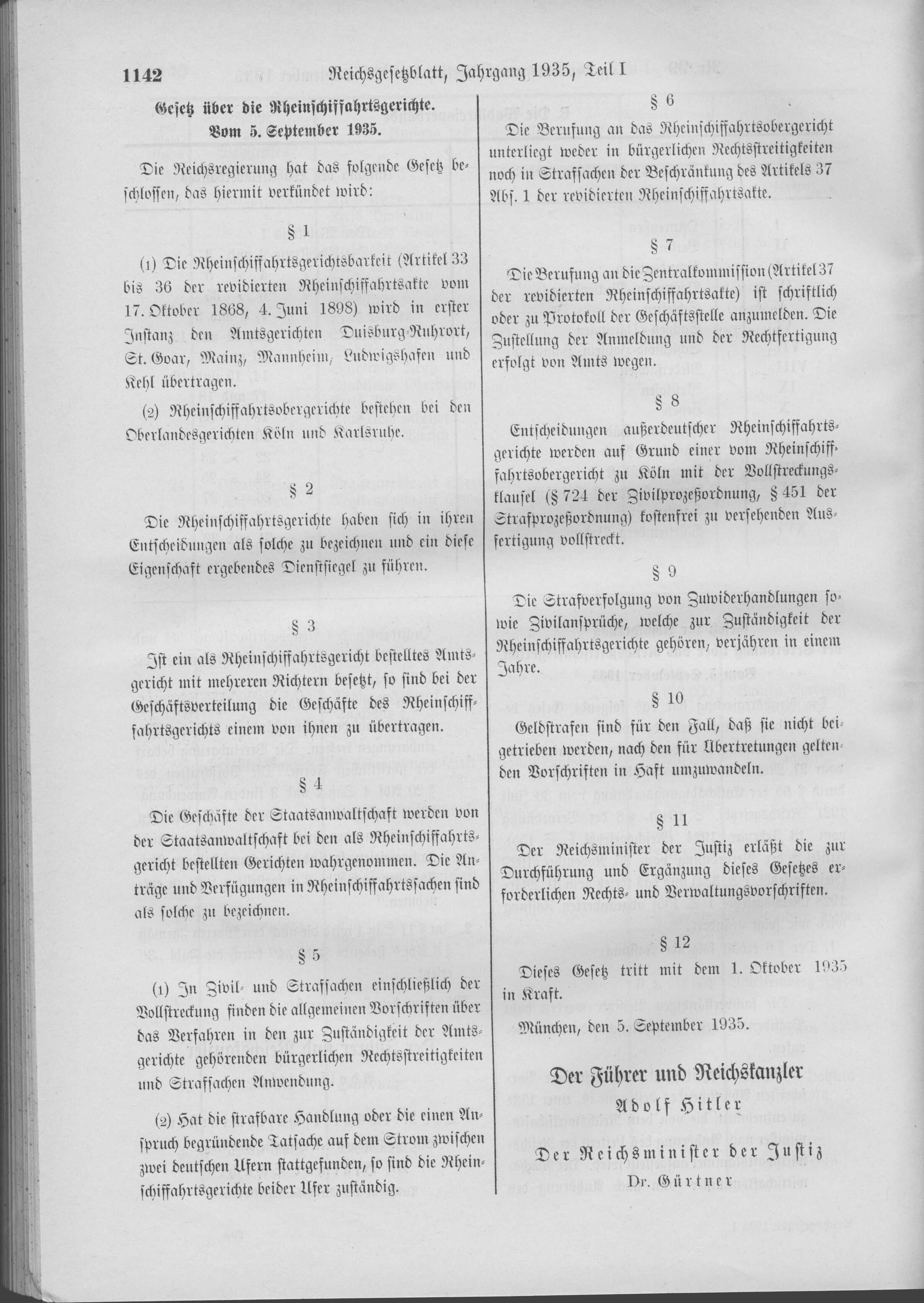
Gesetz über die Rheinschiffahrtsgerichte vom 5. September 1935

Das Rheinschifffahrtsgericht (französisch Tribunal pour la navigation du Rhin, niederländisch Rijnvaartrechtbank) ist ein Gericht der ordentlichen Gerichtsbarkeit in Deutschland (siehe auch Schifffahrtsgericht), Frankreich, den Niederlanden und der Schweiz. Die Rheinschifffahrtsgerichte lösten die Rheinzollgerichte ab.

## Zuständigkeit

Karte des Rheins

In der Revidierten Rheinschifffahrtsakte vom 17. Oktober 1868 (Mannheimer Akte) haben sich die Signatarstaaten verpflichtet, Rheinschifffahrtsgerichte einzurichten. Sie sind zuständig für Streitigkeiten auf und am Rhein, von Basel bis zur Mündung einschließlich Waal und Lek. Insbesondere fallen in ihre Zuständigkeit
- strafrechtlich die Untersuchung und Bestrafung aller Verstöße gegen die schifffahrts- und strompolizeilichen Vorschriften;
- zivilrechtlich zur Entscheidung über Klagen
  - wegen der Lotsen-, Kran-, Waage-, Hafen- und Bohlwerksgebühren,
  - wegen der von Privatpersonen vorgenommenen Behinderungen der Leinpfade,
  - wegen der Beschädigungen, die Schiffer und Flößer während ihrer Fahrt oder beim Anlanden verursacht haben,
  - wegen der Beschädigungen am Grundeigentum, die Zugpferde beim Heraufziehen der Schiffe verursacht haben.

Jedes Rheinschifffahrtsgericht ist für einen bestimmten Rheinabschnitt zuständig. In Strafsachen ist das Gericht zuständig, in dessen Bezirk die strafbare Handlung begangen wurde. In Zivilsachen ist das Gericht anzurufen, in dessen Bezirk die Zahlung stattfinden musste bzw. der Schaden zugefügt wurde.

## Rechtszug
In der ersten Instanz wird vor dem zuständigen Rheinschifffahrtsgericht verhandelt. Die Berufung kann bei dem zuständigen Rheinschiffahrtsobergericht oder alternativ bei der Berufungskammer der Zentralkommission für die Rheinschifffahrt (ZKR) in Straßburg eingelegt werden.

## Verfahren
Die Verfahren bei den Rheinschifffahrtsgerichten sollen möglichst einfach und beschleunigt sein. Von Ausländern dürfen wegen ihrer Nationalität keine Prozesskautionen erhoben werden. Hat ein Schiffsführer oder Flößer die Kaution geleistet, die vom Richter für den Gegenstand der Untersuchung festgesetzt wurde, dann darf er nicht an der Weiterfahrt behindert werden.

## Gerichte
Die Rheinschifffahrts- und Rheinschifffahrtsobergerichte werden wegen der vergleichsweise geringen Fallzahlen in der Regel den ordentlichen Gerichten angegliedert. In Deutschland sind sie bei Amtsgerichten und Oberlandesgerichten angesiedelt. Eine Urteilsdatenbank wird beim Institut für Binnenschifffahrtsrecht der Universität Mannheim vorgehalten.
| Land        | Rheinschifffahrtsgericht (ggf. Gerichtscode im ECLI-System) | Rheinschifffahrtsobergericht          |
| ----------- | ----------------------------------------------------------- | ------------------------------------- |
| Schweiz     | Strafgericht Basel-Stadt                                    | Appellationsgericht Basel-Stadt       |
| Schweiz     | Zivilgericht Basel-Stadt                                    | Appellationsgericht Basel-Stadt       |
|             |                                                             |                                       |
| Frankreich  | Tribunal judiciaire de Strasbourg                           | Cour d’appel de Colmar                |
|             |                                                             |                                       |
| Deutschland | Amtsgericht Kehl (AGKEHL)                                   | Oberlandesgericht Karlsruhe (OLGKARL) |
| Deutschland | Amtsgericht Mannheim (AGMANNH)                              | Oberlandesgericht Karlsruhe (OLGKARL) |
| Deutschland | Amtsgericht Mainz (AGMAINZ)                                 | Oberlandesgericht Karlsruhe (OLGKARL) |
| Deutschland | Amtsgericht Sankt Goar (AGSTGOA)                            | Oberlandesgericht Köln (RSCHOGK)      |
| Deutschland | Amtsgericht Duisburg-Ruhrort (RSCHGDU)                      | Oberlandesgericht Köln (RSCHOGK)      |
|             |                                                             |                                       |
| Niederlande | Rechtbank Gelderland (RBGEL), Arnhem                        | Gerechtshof Arnhem-Leeuwarden (GHARL) |
| Niederlande | Rechtbank Midden-Nederland (RBMNE), Utrecht                 | Gerechtshof Amsterdam (GHAMS)         |
| Niederlande | Rechtbank Rotterdam (RBROT), Rotterdam/Dordrecht            | Gerechtshof Den Haag (GHDHA)          |
| Niederlande | Rechtbank Den Haag (RBDHA), Den Haag/Gouda                  | Gerechtshof Den Haag (GHDHA)          |

Historisch waren dies im Reichsland Elsaß-Lothringen 1871–1918: Amtsgerichte Ensisheim, Markolsheim, Neu-Breisach, Hüningen, Mülhausen, Sierenz, Benfeld, Bischweiler, Brumath, Illkirch, Lauterburg und Straßburg.